# Serguei Ryjikov
Sergey Viktorovich Ryzhikov (Shebekino, 19 de setembro de 1980) é um futebolista russo que atua como goleiro. Defende atualmente o Krylya Sovetov Samara.

## Carreira

### Salyut-Energia Belgorod
Sergey Ryzhikov se profissionalizou no 	Salyut-Energia Belgorod, em 1999.

### Krylya Sovetov Samara
Sergey Ryzhikov se transferiu para o Krylya Sovetov Samara, em 2018.

## Seleção
Ryzhikov integrou a Seleção Russa de Futebol, na Copa do Mundo de Futebol de 2014, no Brasil. Como reserva direto de Igor Akinfeev.